# دیاب
دیاب (به لاتین: Diab) یک منطقهٔ مسکونی در توگو است که در باسار واقع شده‌است.